# Kalesija

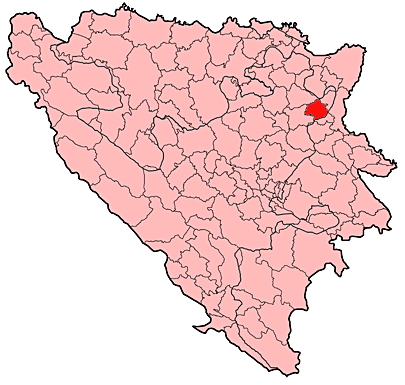
Poloha opčiny na mapě Bosny a Hercegoviny

Kalesija je název opčiny a města v Tuzlanském kantonu Bosny a Hercegoviny. Nachází se na horním toku řeky Spreča.
Kalesija má dlouhou historii; první zmínky o městě jsou z roku 1151. Údolí řeky nedaleko od hory Majevica bylo relativně vhodným místem pro založení trvalého osídlení.
Dlouho nebyl znám počet obyvatel ani města, ani opčiny; podle průzkumu na úrovni administrativní jednotky byl proveden roku 1991; tehdy se ukázalo, že většinu obyvatel tvoří Bosňáci a že zde žije zhruba čtyřicet tisíc lidí. Vzhledem k válce a přílivu dalších bosňáckých uprchlíků do města a odchod převážně Srbů se však tato čísla změnila.

## Obyvatelstvo
Podle sčítání z roku 2013 zde žilo 33 053 obyvatel:
- 32 227 Bosňáci (97,5%)
- 254 Srbové (0,76%)
- 20 Chorvati (0,06%)
- 552 ostatní (1,67%).

### 1991
Podle sčítání v roce 1991 zde žilo 41 795 lidí: 
- 33 226 Bosňáci (79,5%)
- 7 669 Srbové (18,4%)
- 33 Chorvati (0,1%)
- 270 Jugoslávci (0,6%)
- 597 ostatní (0,4%)